# 島原市の地名
島原市の地名では、長崎県島原市の地名の一覧を記す。

## 旧島原町
島原町は1924年に島原村、湊町と合併した後も大字なし（島原町○○番地）であった。その後、1975年より、町名町界整理が順次実施され、以下の町に再編された。ただし、一部が先行して1974年に下折橋町となっている。ここでは、町名設置前の小字についても併記する。
1975年
- 下川尻町（湊島・根松下・朴池・元池）
- 緑町（袋池・鏡池・三平池・三平池下・朴池・赤池）
- 南下川尻町（瓢箪池下・六本松下・六本松道上・朴池・川尻下・安徳道上）

1976年
- 今川町（今川町・大手草原・東原ノ田）
- 上の町（上ノ町・大手・中町・大手草原）
- 柿の木町（晴雲寺裏・草ツ美・本光寺南・柿ノ木道）
- 柏野町（山下・柏野北・柏野・タブノ木・角矢倉・柏野下・柏野上）
- 片町（新田西・大手・片町・宮ノ町・中町）
- 北原町（北原・古丁新建）
- 北門町（二本木・花町・八反田・上花町・北門先・南山下）
- 先魁町（さきがけ、先魁・下台所跡）
- 城内1~3丁目（堀端・桜馬場・下台所跡・桜馬場西・桜門南・西虎口門脇・東原ノ田・田屋敷・釣鐘丁・本丁・片原丁・北門脇・北門西・北門先・南山下）
- 城見町（本光寺南・横道上・小山下・黒土・新丁上）
- 新田町（長浜・新田東・新田西）
- 新馬場町（平松・新馬場・田町下・城下・北門脇）
- 田町（田町・田町下・城下）
- 本光寺町（本光寺脇・本光寺・小塚下・本光寺南・横道上・小山下・小山・焼野尻・黒土）
- 南柏野町（晴雲寺北・新屋敷・中道上・柏野下・柏野上・草ツ美）
- 宮の町（清水郷・田町下・新田東・新田西・宮ノ町）

1978年
- 青葉町（後名古・小福原・焼野・中河原・甚三郎山）
- 上の原1~3丁目（笹塚・茶ノ木道下・上ノ原道上・僧ノ道・僧ノ道南・並松上・十文字・茶ノ木道・白土西・馬場・上ノ原・湖端・上ノ原道上西・安左道北下・山ノ神）
- 上新丁1~3丁目（うわじんちょう、上新丁下・上新丁中・上新丁上・栴檀道・横道下・新丁上・晴雲寺脇・柿ノ木道）
- 江戸丁（桜馬場西・桜門南・西虎口門脇・東原ノ田・西原ノ田）
- 崩山町（くえやま、上崩山・下崩山・桜山）
- 小山町（上大屋敷・焼野・焼野尻・小山）
- 下新丁（したじんちょう、下新丁上・下新丁中・下新丁下・晴雲寺脇）
- 下の丁（下ノ丁）
- 城西中の丁（中ノ丁上・中ノ丁下・下ノ丁）
- 新山1~4丁目（番所下・新山道上・花柴山・蓼池上・眉山・山ノ神・新山道下・石打河原下・石打河原・赤池）
- 中組町（湊上組・白石）
- 中町（大手・中町・片町）
- 萩が丘1~2丁目（野田・安左道北上・甚三郎山・金倉下・金倉・金倉南・立輪野・眉山・安左道北下・音坊上）
- 萩原2~3丁目（大屋敷・泥川・本村・菜園場・上大屋敷・椿原・甚三郎山・萩原・馬場・音坊土手下・桜町・加美町裏、※1丁目の区域を含む）
- 白山町（湊上組・白山・根松下・南風泊上・元池）
- 広馬場町（根松・白山・湊上組、1983年目鏡橋南を編入）
- 古丁（古丁下・古丁上・古丁新建）
- 湊町（湊下組・湊上組・湊島・川尻町・南風泊上・元池・白山・川尻下・下川尻町）

1979年
- 加美町（桜町・加美町裏）
- 桜町（桜町・万町）
- 新町2丁目（新町上・新町下・下新町下・高島丁・高島丁下、※1丁目の区域を含む）
- 高島2丁目（高島・高島丁・鳥山南・高島丁下・鳥山下・北高島丁、※1丁目の区域を含む）
- 萩原1丁目（※2~3丁目を参照）
- 弁天町1~2丁目（弁天町北・中堀町・下新町下・弁天山西・鳥山南・権現山西・弁天山・白土船津北・鳥山下・権現山）
- 湊道1~2丁目（弁天山西・湊道下側・弁天山・浦田船津・境松西・下崩山）

1980年
- 栄町（蓼池・大池西・稲荷山・大池）
- 新町1丁目（※2丁目を参照）
- 高島1丁目（※2丁目を参照）
- 寺町（加美町上・白土西・白土上・萩原・馬場・上ノ原）

1981年
- 有馬船津町（有馬船津）
- 白土町（しらち、白土上・白土下・白土西・中堀町・湖端・下崩山）
- 湊新地町（湊新地・湊島）
- 霊南1~2丁目（権現山・白土船津・白土船津北）

1982年
- 坂下町（八幡町下側・八幡町西）
- 八幡町（船津・八幡町下側・八幡町西）

1983年
- 蛭子町2丁目（浦田船津・船津本通・白土船津・白土船津北・弁天山、※1丁目の区域を含む）
- 津町（湊上組・湊新地・津町・目鏡橋南・有馬船津）
- 西八幡町（川竹山・桜山・八幡町西・大池）

1986年
- 浦田1~2丁目（元船津・浦田船津・八幡町下側）
- 蛭子町1丁目（※2丁目を参照）
- 白土桃山1~2丁目（白土船津・白土船津北・有馬船津）
- 元船津町（元船津）

以下は、資料不足により、小字の同定が不可能な地域である。この時点で残された「通称地名」は以下の通り。
浦ノ川、新建、北原(一部)、田屋敷、江戸丁、中ノ丁(一部)、万町、堀町、中堀町上、中堀町中、中堀町下、弁天町(一部)、白土下(一部)、上新丁(一部)、下新丁(一部)、坂上、崩山町(一部)、湊道2区(一部)、坂下(一部)、浦田船津上(一部)、八幡町(一部)
また、日本地名大辞典の小字一覧記載の字のうち、上記もしくは下折橋町の前身の小字として登場していない小字は以下の通り。
新建、桜門前、桜門北
1987年
- 湖南町
- 坂上町

1990年
- 中堀町
- 堀町
- 万町

1996年
- 桜門町

2012年
長らく町名未設置区域として残され、日常的に用いられた「通称地名」である新建・浦ノ川（浦の川とも）がそのまま町名となった。島原市の公式サイトでは一部で未だに「通称新建」「通称浦ノ川」と表記されている。また、通称新建の一部は同時に江戸丁に編入されている。
- 新建
- 浦の川

## 旧安中村・杉谷村・三会村
旧島原町以外にはそれぞれ大字や名が設置されていた。また、それぞれに、他の南高来郡内の町村に見られる名の名称を甲乙…の十干に置き換えた字名が設定されていた。安中村はすでに2大字があったが、杉谷村・三会村は合併後、旧村名を字名に冠称した。
以下が当時の字名の一覧である。
旧安中村
「安徳」「中木場」の2大字からなる。
- 中木場川原平名/安中甲
- 中木場中村名/安中乙
- 中木場下村名/安中丙
- 安徳/安中丁

旧杉谷村
- 杉谷原名/杉谷甲
- 杉谷宇土名/杉谷乙
- 杉谷山寺名/杉谷丙

旧三会村
- 三会木崎名/三会甲
- 三会中原名/三会乙
- 三会寺中名（じちゅう）/三会丙

1974年、中心部に先駆け町名町界整理が行われ、これらの字は消滅した（ただし、ごく一部が後述の通り翌年まで残された）。
なお、これらの町では現在も当時の名残で住所上の地番の先頭に十干が付与されている。（例:島原市門内町丙○○番地）
安中地区
- 北上木場町（安中甲・乙）
- 南上木場町（安中甲・乙）
- 白谷町（安中乙）
- 天神元町（安中乙）
- 仁田町（安中乙）
- 札の元町（安中乙・丙）
- 門内町（安中丙）
- 大下町（安中丙・丁）
- 中安徳町（安中丙・丁）
- 梅園町（安中丁）
- 鎌田町（安中丁）
- 北安徳町（安中丁）
- 浜の町（安中丁）
- 船泊町（安中丁）
- 南安徳町（安中丁）
- 南崩山町（安中丁）

ただし、安中乙・丙・丁の一部は翌1975年まで残り、以下の町になった。
- 新湊1~2丁目（安中乙・丙・丁）
- 秩父が浦町（安中丁）
- 親和町（安中丁）

また、1996年、雲仙・普賢岳噴火災害で普賢岳山腹から流れ出た水無川流域の土砂を利用して安徳海岸が埋め立てられ、以下の町を新設した。
- 平成町

杉谷地区
- 下折橋町（杉谷甲・本光寺上・札畠・折橋南・折橋下・小塚・白仁田・稲荷脇・白仁田上・折橋・小塚下・小山下・小山）
- 上折橋町（杉谷甲）
- 杉山町（杉谷甲）
- 六ツ木町（杉谷甲）
- 南千本木町（杉谷甲・三会甲）
- 北千本木町（杉谷甲・乙）
- 原町（杉谷甲・乙）
- 本町（杉谷甲・乙）
- 宇土町（杉谷乙）
- 江里町（杉谷乙）
- 立野町（杉谷乙・丙）
- 中尾町（杉谷乙・丙）
- 西町（杉谷丙）
- 山寺町（杉谷丙）
- 前浜町（杉谷甲・乙・丙）

三会地区
- 出の川町（三会甲）
- 出平町（三会甲）
- 大手原町（三会甲）
- 御手水町（おちょうず、三会甲）
- 下宮町（三会甲）
- 稗田町（三会甲）
- 広高野町（ひろごうや、三会甲）
- 亀の甲町（三会乙）
- 三会町（三会乙）
- 中原町（三会乙・丙）
- 洗切町（三会丙）
- 寺中町（三会丙）
- 中野町（三会丙）
- 原口町（三会丙）
- 礫石原町（くれいしばる、三会甲・丙）
- 油堀町（三会甲・乙・丙）
- 津吹町（三会甲・乙・丙）
- 長貫町（三会甲・乙・丙）

## 旧有明町
平成の大合併に伴い2006年に編入した有明町の地名は島原市有明町の後に旧来の字名を続ける。
住所表記として用いられる地名の他に、行政上の単位で、自治会としても用いられる行政区の所属についても併記する。
- 有明町大三東甲（松崎名）

行政区: 一野、松崎、松尾、山之内、山之内上
- 有明町大三東乙（小原名）

行政区: 小原上、小原下、半田
- 有明町大三東丙（浜口名）

行政区: 東小路、境ノ松
- 有明町大三東丁（苅木名）

行政区: 才木、出口、払山、一本松
- 有明町大三東戊（大野名）

行政区: 菅、小路、大原、中、甘木、門前、柏野、源在高野、川内、二ツ石
- 有明町湯江甲（池田名）

行政区: 浜東、浜西(一部)、神木、池田、川原
- 有明町湯江乙（久原名）

行政区: 久原、戸切、森岡、平山
- 有明町湯江丙（釘崎名）

行政区: 舞人堂、庄司屋敷、城之尾、枦山、釘崎(一部)、浜西(一部)
- 有明町湯江丁（戸田名）

行政区: 沖之尾、温泉屋敷、野田、向之原、釘崎(一部)